# 筑北村立本城小学校
筑北村立本城小学校（ちくほくそんりつ ほんじょうしょうがっこう）は長野県東筑摩郡筑北村にあった公立小学校。筑北村立坂北小学校との統合のため2014年度限りで閉校し、2015年度より旧坂北小の校地に筑北村立筑北小学校が開校した。旧本城小の跡地は日本ウェルネス長野高等学校となっている。

## 概要
通学は本城地区（旧本城村）全域であり、山間部に住んでいるなどで、村営バスを利用して通学してくる生徒も一部いる。進学先は筑北村立聖南中学校である。
筑北村教育委員会から2010年（平成22年）12月6日、村内にある本校と坂井小学校と坂北小学校を2012年（平成24年）4月までに1つに統合する案が示された。
2015年（平成27年）4月1日、本城小と坂北小が統合し、筑北村立筑北小学校が開校した。